# Een liten Songbook
Een liten songbook til at bruka i Kyrkionne är en psalmbok tryckt 1553.

## Innehåll

### In Summis festis
- HERRE förbarma tigh

### In Simplicibus festis
- HERRE förbarma tigh
- ÄRa ware Gudh
- Och fridh på jordenne
- HEligh
- O Gudz lamb

### In Dominicis
- HERRE förbarma tigh
- ÄRa ware Gudh
- Och fridh på jordenne
- HEligh
- O Gudz lamb

### Tempore Pasche
- HERRE förbarma tigh
- ÄRa ware Gudh
- Och fridh på jordenne
- HEligh
- O Gudz lamb

### De sancto spiritu
- HERRE förbarma tigh
- ÄRa ware Gudh
- Och fridh på jordenne
- HEligh
- O Gudz lamb
- TIgh wari loff och prijs
- Tackom och loffuom

### Letabundus
- ALLE Christne frögda sigh

### Victime paschali etc.
- JESUS Christus han är worden

### Te Deum
- O Gudh wij loffue tigh
- O Rene Gudz lamb oskyldigt
- DIscubuit Jesus et discipuli

### Then CXIIII. Psalmen
- TÅ Israel uthu Egypten drogh

### Följa nu någhra Hymner

#### De Adventu domini
- WERldennes Frelsare kom här

#### De nativitate Christi
- WIj loffuom Christ en Konung bold
- WAR gladh tu helgha Christenheet

#### In Quadragesima
- CHriste som liuus och daghen är

#### Tempore Pasche
- NU är kommen wår Påscha frögd

#### De Ascensione Domine
- JEsu tu äst wår saligheet

#### De sancto spiritu
- KOm helghe Ande HErre godh

#### De Dominicis
- O Herre Gudh som all ting skop
- EFter Gudz skick gåår thet så til

#### De beata virgine
- GLädh tigh tu helga Christenheet

#### De omnibus Sanctis
- JEsu tu äst wår Frelsare

#### De Apostolis
- SIgh frögde nu himmel och jord

#### S. Zacharie loffsong
- LOffvat wari HERREn Israels Gudh

#### Jungfru Marie Loffsong
- MIjn sjel prisar stoorligha HERRAN

### Nu fölia Colleterne offver hela året
- UPweck HERRE Gudh tina krafft och kom
- UPweck wår hjerta/ O HERRE Gudh